# Ion Creangă (Neamț)
Ion Creangă es una comuna ubicada en el distrito de Neamț, Rumania.

## Superficie
Posee una superficie de 74,91 kilómetros cuadrados.

## Demografía
Hasta 2021 la población era de 4989 habitantes, con una densidad de población de 66,60 habitantes por kilómetro cuadrado.